# Tutorlezen
Tutorlezen is een leestrainingsmethode, vooral in het basisonderwijs. Hierbij helpt een oudere leerling (de tutor) een jongere leerling (soms tutee genoemd) met het lezen. De tutor helpt de leerling bijvoorbeeld door een stukje voor te lezen (een zin of een korte tekst). Daarna leest de jongere leerling het voor (tussendoor kan de tutor tips geven of verbeteren) en na afloop geeft de tutor feedback en worden moeilijke woorden doorgenomen. Op deze manier krijgt de jongere leerling meer persoonlijke aandacht en leren ze niet slechts van hun leerkrachten, maar ook van hun medeleerlingen. Volgens veel onderzoeken heeft tutorlezen een gunstig effect op zowel de technische leesvaardigheden van de tutor als van de tutee wanneer het meerdere malen per week wordt ingezet en de tutors om de zoveel maanden wisselen.